# Hernie pulmonaire
Une hernie pulmonaire (ou hernie de Sibson) est une saillie du poumon à l'extérieur de la paroi thoracique. Dans 20 % des patients atteints de hernie du poumon, l'incidence est congénitale. Dans 80 % des cas, la hernie est notée après un traumatisme thoracique, après un acte de chirurgie thoracique ou au cours de certaines maladies pulmonaires.
Une hernie congénitale se produit en raison de la faiblesse de la membrane pleurale superficielle ou des muscles du cou.
Dans les maladies pulmonaires telles que l'asthme, des efforts de toux fréquents peuvent conduire à une pression intrathoracique élevée, induisant une hernie pulmonaire. Une hernie pulmonaire (HP) peut se produire près du cou (HP cervicale), entre les côtes (HP intercostale), près de la colonne vertébrale (HP paravertébrale) ou à proximité du sternum (HP parasternale).

## Manifestations cliniques

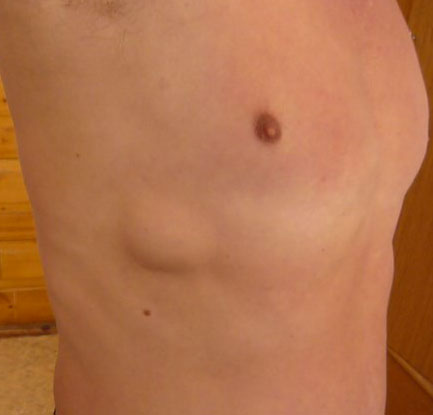
Voussure de la paroi thoracique révélant une hernie pulmonaire intercostale.

Le patient se présente avec une saillie près du cou ou entre les côtes. La masse devient visible lorsque le patient pousse ou tousse. Chez les personnes asymptomatiques, la hernie du poumon est d'ailleurs détectée par une radiographie thoracique effectuée pour un autre motif. Au cours de la consultation et de l'examen physique, une voussure ou une masse est visualisée au lors de la manœuvre de Valsalva.

## Traitement
Aucun traitement n'est nécessaire pour la correction d'une hernie pulmonaire. Certains chirurgiens proposent un geste de chirurgie esthétique pour enlever la saillie plus ou moins volumineuse.